# Mycetophylax emeryi
Mycetophylax emeryi är en myrart som först beskrevs av Auguste-Henri Forel 1907.  Mycetophylax emeryi ingår i släktet Mycetophylax och familjen myror.

## Underarter
Arten delas in i följande underarter:
- M. e. arenicola
- M. e. argentina
- M. e. bolivari
- M. e. emeryi
- M. e. fortis
- M. e. gallardoi
- M. e. hubrichi
- M. e. weiseri